# Międzynarodowy Dzień Edukacji
Międzynarodowy Dzień Edukacji to coroczny międzynarodowy dzień do przestrzegania, odbywający się 24 stycznia i poświęcony edukacji. Trzeciego grudnia 2018 roku Zgromadzenie Ogólne ONZ przyjęło rezolucję ogłaszającą 24 stycznia Międzynarodowym Dniem Edukacji, dla uczczenia roli edukacji w niesieniu światowego pokoju i zrównoważonego rozwoju.

## Historia
W dniu 30 listopada 2018 r. UNESCO, UNICEF i UN Women wraz ze Stałymi Misjami Irlandii, Nigerii, Singapuru i Państwa Katar zorganizowały spotkanie poboczne w celu stworzenia świadomości i zwiększenia impulsu dla przyjęcia rezolucji nr A/RES/73/25.
Dnia 3.12.2018 Zgromadzenie Ogólne ONZ przyjęło Rezolucja|Rezolucję nr A/RES/73/25, która ustanawia dzień 24 stycznia międzynarodowym dniem edukacji.
Pierwszy Międzynarodowy Dzień Edukacji odbył się 24.01.2019 roku w siedzibie Organizacji Narodów Zjednoczonych w Nowym Jorku w ramach wydarzenia współorganizowanego przez UNESCO oraz Stałe Misje Irlandii, Nigerii, Norwegii, Republiki Singapuru i Państwa Katar. Tematem tego dnia było „Edukacja: kluczowy czynnik inkluzji i wzmocnienia społecznego” (ang. “Education: A Key Driver for Inclusion and Empowerment”).
Drugi Międzynarodowy dzień edukacji był obchodzony pod hasłem: „Uczenie się dla ludzi, planety, dobrobytu i pokoju” (ang. „Learning for people, planet, prosperity and peace”). Oficjalne uroczystości odbywały się od 13:45 24 stycznia 2020 do 18:55 25 stycznia 2020.
Trzeci Międzynarodowy Dzień Edukacji odbył się pod tytułem „Odbudowy i przywrócenia do życia edukacji dla pokolenia COVID-19” (ang. „Recover and Revitalize Education for the COVID-19 Generation”).
Na dzień 25 stycznia (poniedziałek) zostało zorganizowane spotkanie na platformie video chatu „Zoom”. Uroczystości były podzielone na trzy działy tematyczne: bohaterowie uczenia się, innowacje i finansowanie. Zostało zorganizowane przez UNESCO w Paryżu, biuro Organizacji w Nowym Jorku, Sekretariat ONZ, Globalne Partnerstwo na rzecz Edukacji oraz Centrum Studiów Interdyscyplinarnych (CRI) i partnerzy zrzeszeni w Globalnej Koalicji na rzecz Edukacji. Można było po rejestracji dołączyć do spotkania.